# 阿米尔·科菲
阿米尔·科菲（英語： /əˈmɪər ˈkɒfi/ ə-MEER KOF-ee，1997年6月17日—），美国职业篮球运动员，效力于NBA洛杉矶快船。